# Тальянки (пам'ятка археології)
Тальянки́ — пам'ятка археології біля однойменного села в Черкаській області. Тут розміщалося велике (наразі найбільше з відомих) поселення Неолітичної Європи епохи Трипільської культури. Поселення, побудоване на кручі між річкою Тальянкою й невеликим струмком, було сформоване яйцюватими односередковими колами поєднаних будівель.
Стародавнє поселення Тальянки було знайдено завдяки інфрачервоній аерофотографії. Дослідження здійснював український пілот у вільний час. Розкопки під керівництвом Володимира Афанасійовича Круца на місці почалися у 1981 році Подальші розкопки В. Круц провадив до 2001. Багато викопаних будівель мали два поверхи. Стіни й стелі були оздоблені червоними та чорними візерунками, що нагадують візерунки на кукутень-трипільській гончарні, що її, разом зі статуетками, також було знайдено в цьому місці. Знахідки з даних розкопок виставляються в Черкаському обласному краєзнавчому музеї та в Інституті археології НАН України.
Володимир Круц оцінив загальну поверхню поселення в 450 га, припускаючи, що воно прямокутне в плані. Зважаючи на дане припущення та на густину забудови у вивчених частинах поселення, М. Відейко оцінив загальну кількість споруд у 2700, а найбільшу заселеність — у понад 15 000 мешканців. Втім, дослідник Томас К. Гарпер, застосовуючи геомагнітний план місцевості, поставив під сумнів розрахунки попередників й прийшов до висновку, що площа складала 335 га. Це означає, що й оцінка М. Відейка щодо найбільшої заселеності, також перебільшена. Гарпер оцінює максимальну кількість мешканців у 6300—11 000 осіб, з імовірно нижчою оцінкою. Однак, інші нові оцінки набагато більші: найчастіше населення Тальянок оцінюється приблизно в 15 000 осіб. Додаючи заселеність ближніх поселень, отримуємо число 25 000—30 000 людей. Дослід, проведений в 2014 році, зазначає, що Тальянки заселяло від 15 600 до 21 000 осіб.